# Catherine Clark Kroeger
Catherine Clark Kroeger, née le 12 décembre 1925 et morte le 14 février 2011, est une bibliste américaine, spécialiste du Nouveau Testament, figure de premier plan du mouvement en faveur de l'égalité entre femmes et hommes dans le christianisme, et fondatrice de l'association Christians for Biblical Equality (en) (CBE). 

## Biographie
Née Catherine Clark, fille de Homer et Elizabeth Clark, elle passe son enfance à Saint Paul dans le Minnesota ; elle est diplômée du Bryn Mawr College en 1947, puis reçoit un MA et un PhD en études antiques de l'université du Minnesota. Dans ses recherches, elle s'intéresse aux religions de l'Antiquité, au rôle des femmes et des Africains dans la Bible et dans l'Église des premiers siècles, à la sexualité, à la violence de genre, et plus généralement à la vision biblique des rapports de genre. À partir de 1990, elle est professeure-adjointe d'études antiques et de théologie pratique au séminaire évangélique Gordon-Conwell (en). Elle appartient à plusieurs sociétés savantes, dont l'American Academy of Religion, la Society of Biblical Literature et l'Evangelical Theological Society (en).
Elle épouse en 1950 le pasteur presbytérien Richard Clark Kroeger Jr., avec lequel elle est pasteure dans dix communautés et cinq États différents. Tous deux passent leur retraite à Brewster, dans le Massachusetts. Richard Clark Kroeger meurt le 9 novembre 2010, et Catherine Clark Kroeger le 14 février 2011.

## Théologie
Catherine Clark Kroeger est connue pour avoir, en s'inspirant notamment des écrits de Katharine Bushnell, produit une nouvelle exégèse des passages des épîtres de saint Paul généralement interprétés comme subordonnant les femmes aux hommes, interdisant aux femmes d'enseigner ou d'exercer une autorité sur des hommes. Son premier ouvrage majeur, co-écrit avec son mari, porte sur l'exégèse d'un passage de la première épître de saint Paul à Timothée, 1 Ti 2, 11-15.

## Ouvrages
- I Suffer Not a Woman: Rethinking 1 Timothy 2:11-15 in Light of Ancient Evidence (avec Richard Clark Kroeger), Baker Book House, 1992
- Women, Abuse, and the Bible: How Scripture Can Be Used to Hurt or to Heal (avec James R. Beck) Baker Books, 1996
- Healing the Hurting: Giving Hope and Help to Abused Women (avec James R. Beck), Baker Books, 1998
- Refuge From Abuse: Hope and Healing for the Abused Christian Woman (avec Nancy Nason-Clark), InterVarsity Press, 2004
- The Women's Study Bible (éd.), Oxford University Press, 2009